# Tuluksak (Alaska)
Tuluksak es un lugar designado por el censo ubicado en el Área censal de Bethel en el estado estadounidense de Alaska. En el Censo de 2010 tenía una población de 373 habitantes y una densidad poblacional de 47,67 personas por km².

## Geografía
Tuluksak se encuentra en las coordenadas 61°6′15″N 160°56′15″O / 61.10417, -160.93750. Según la Oficina del Censo de los Estados Unidos, Tuluksak tiene una superficie total de 7.82 km², de la cual 7.57 km² corresponden a tierra firme y (3.24%) 0.25 km² es agua.

## Demografía
Según el censo de 2010, había 373 personas residiendo en Tuluksak. La densidad de población era de 47,67 hab./km². De los 373 habitantes, Tuluksak estaba compuesto por el 4.02% blancos, el 0.27% eran afroamericanos, el 94.91% eran amerindios, el 0% eran asiáticos, el 0% eran isleños del Pacífico, el 0% eran de otras razas y el 0.8% pertenecían a dos o más razas. Del total de la población el 0% eran hispanos o latinos de cualquier raza.